# Collegium Nobilium (Warschau)
Het Collegium Nobilium was een school voor de adel van Polen-Litouwen en stond alleen open voor kinderen van de Magnaten en leden van de Szlachta van Polen-Litouwen. De school werd geleid door Piaristen. De school was een van de voorgangers van de Universiteit van Warschau. De school was een soort Ridderacademie. De school werd gesticht door de piaristen, monnik,schrijver en pedagoog: Stanislaus Konarski. Konarski was ook het hoofd van de school. Hij hield kantoor in de Mariakoninginkathedraal (Warschau). Docenten waren broeders van de Piaristenorde. De school heeft enigszins overeenkomsten met Jezuïetenscholen. Tussen 1752 en 1777 bestond er in Warschau ook een tweede Collegium Nobilium, geleid door jezuïeten.
Het doel van het Collegium Nobilium was om toekomstige elites van het Pools-Litouwse Gemenebest op te leiden en ze voor te bereiden op hervormingen van het land, bijvoorbeeld voor het opstellen van een moderne Grondwet. De Poolse Grondwet van 3 mei 1791 was ook de eerste moderne grondwet op het Europese continent. Het was de tweede moderne grondwet ter wereld na de Grondwet van de Verenigde Staten. Het onderwijs van het Collegium duurde 8 jaar en had acht klassen. De school had een moderne syllabus; het concentreerde zich op Natuurwetenschappen, Wiskunde, Filosofie en moderne talen Er lag minder focus op Latijn en Oudgrieks. Stanislaw Konarski koos voor goed opgeleide leraren en introduceerde vakken als: Geschiedenis, Rechten en Economie.
Het gebouw werd gebouwd als in de stijl van Rococo en 1786 verbouwd in de stijl van het Neoclassicisme. Het school werd in 1807 gesloten en na de Januariopstand in 1830 voorgoed gesloten als reprimande van de Russen wegens de opstand tegen het Keizerrijk Rusland in de voormalige gebieden van Polen-Litouwen. Na 1831 werd ook het Koninkrijk Congres-Polen opgeheven en werd het grondgebied een gewone Provincie van het Keizerrijk Rusland. In 1832 werd het gouvernement van deze provincie, nu Weichselland genoemd, in deze voormalige school gevestigd. De campus van het Colegium werd bijna volledig vernietigd, tijdens de Opstand van Warschau in de Tweede Wereldoorlog. Het complex werd volledig herbouwd na deze oorlog, met de historische fącade uit het Neoclassicisme.

## Vergelijkbare Scholen inPolen-Litouwen
Theatijnencollege
- Warschau, (Collegium Varsoviense) gesticht in 1737

Piaristencollege
- Warschau, gesticht door:Stanisław Konarski in 1740
- Vilnius
- Lvov

Jezuïetencollege
- Lvov, gesticht in 1749
- Vilnius
- Warschau
- Poznań
- Ostrog
- Lublin